# Бад-Зегеберг
Бад-Зегеберг (нем. Bad Segeberg, н.-нем. (Bad) Sebarg) — город в Германии, районный центр, расположен в земле Шлезвиг-Гольштейн.
Входит в состав района Зегеберг. Население составляет 15 767 человек (на 31 декабря 2010 года). Занимает площадь 18,87 км². Официальный код — 01 0 60 005.
В городе находится памятник культуры, водонапорная башня, построенная в 1910 году.

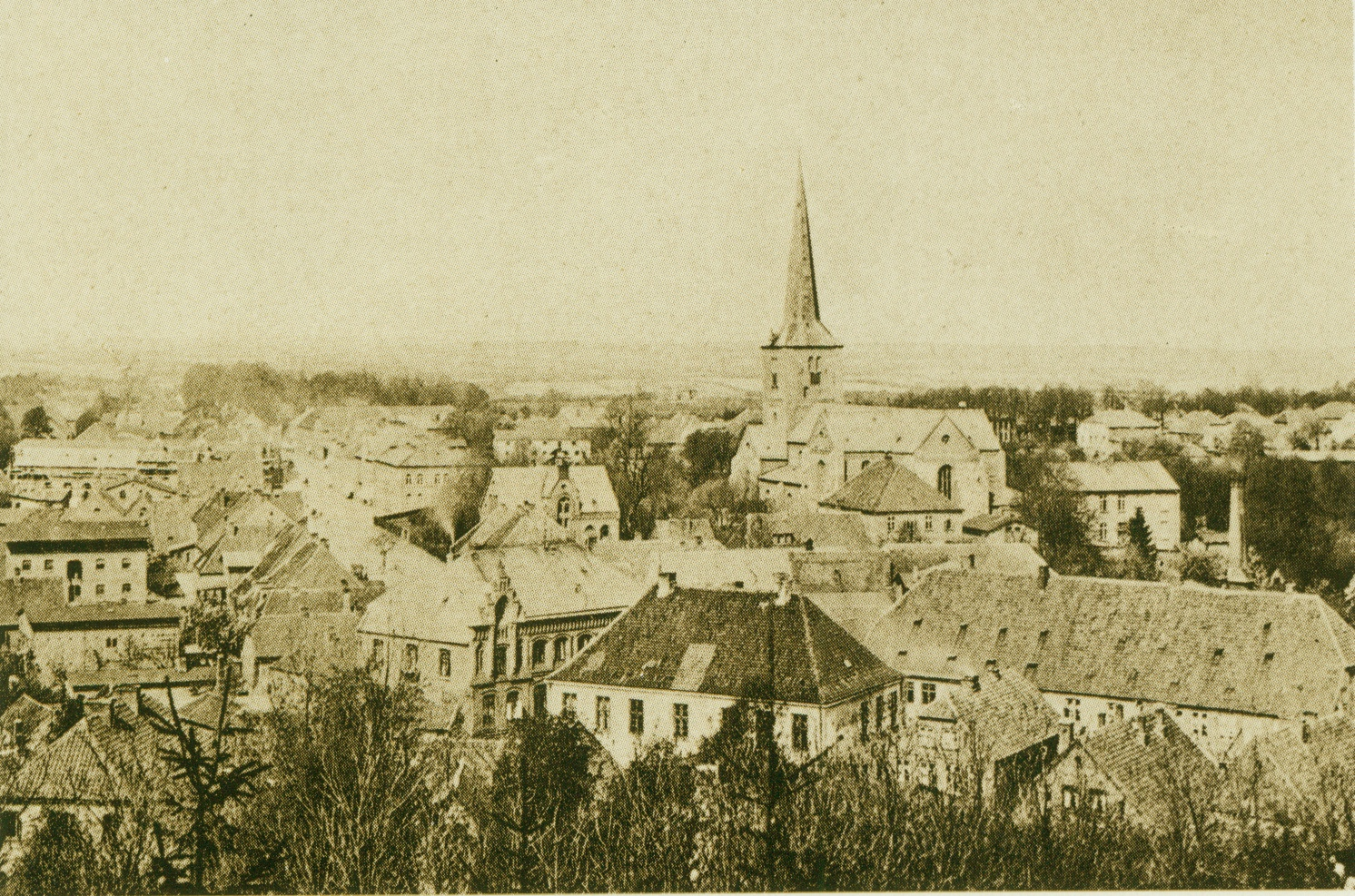
Бад-Зегеберг